# Ray (film)
Ray (v anglickém originále Ray) je americký hudební film z roku 2004. Režisérem filmu je Taylor Hackford. Hlavní role ve filmu ztvárnili Jamie Foxx, Sharon Warren, Kerry Washington, Regina Kingová a C. J. Sanders. Film pojednává o životě Raye Charlese.

## Ocenění
Jamie Foxx získal za svou roli v tomto filmu Oscara, Zlatý glóbus, cenu BAFTA i cenu Screen Actors Guild Award. Film získal Oscara za nejlepší střih zvuku a dále byl nominován v kategoriích nejlepší film, nejlepší režie, nejlepší střih a nejlepší kostýmy. Film byl dále nominován na Zlatý glóbus v kategorii nejlepší komedie či muzikál. Získal také cenu BAFTA za nejlepší zvuk, nominován byl i v kategoriích nejlepší hudba a scénář. Film byl nominován i na Screen Actors Guild Award v kategorii nejlepší obsazení.

## Obsazení
| Jamie Foxx       | Ray Charles Robinson       |
| C. J. Sanders    | mladý Ray Charles Robinson |
| Sharon Warren    | Aretha Robinson            |
| Kerry Washington | Della Bea Robinson         |
| Regina Kingová   | Margie Hendricks           |
| Renee Wilson     | Pat Lyle                   |
| Larenz Tate      | Quincy Jones               |
| Harry Lennix     | Joe Adams                  |
| Clifton Powell   | Jeff Brown                 |
| Warwick Davis    | Oberon                     |
| David Krumholtz  | Milt Shaw                  |